# Ultima Sports

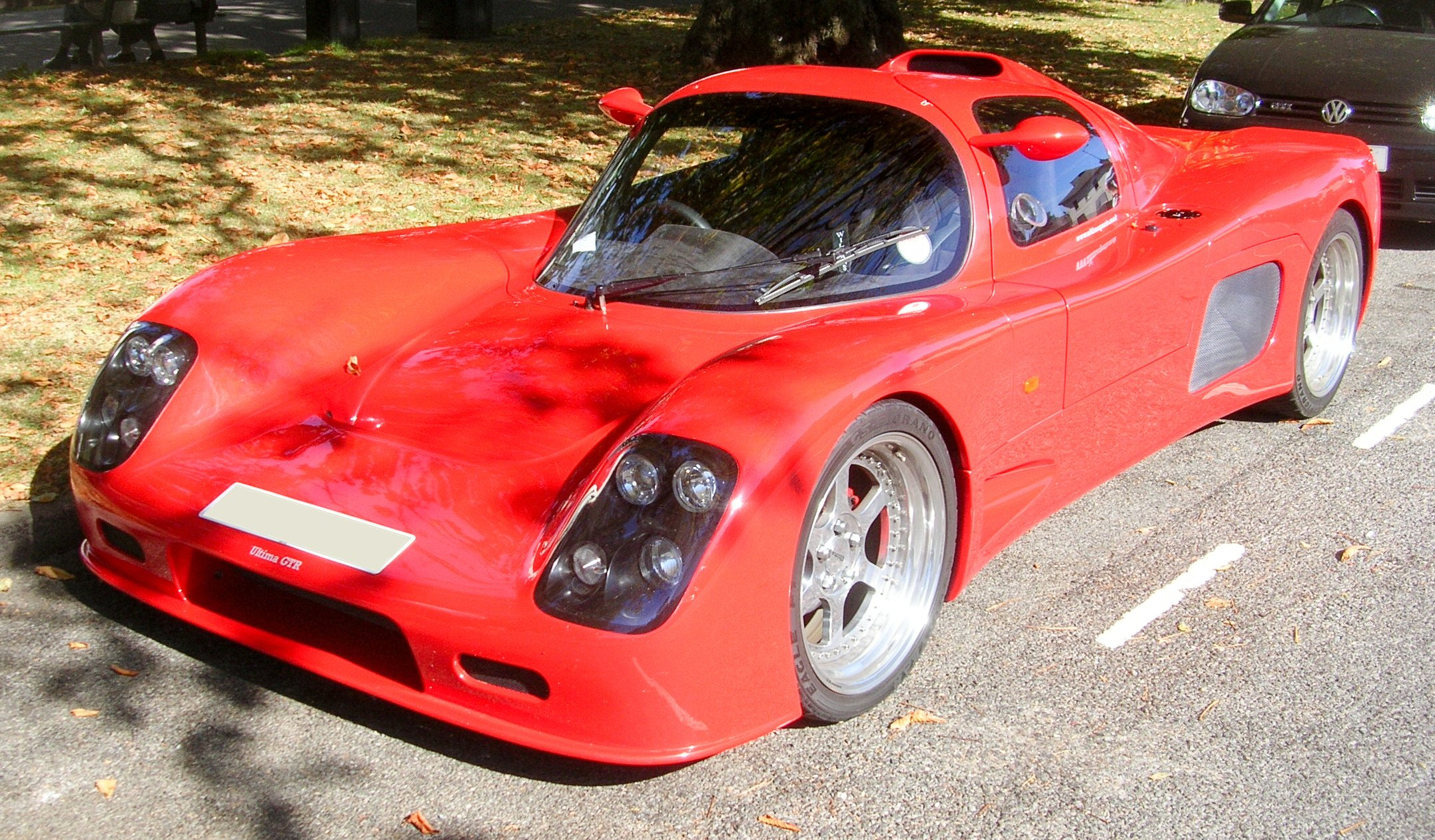
Ultima GTR (2005)

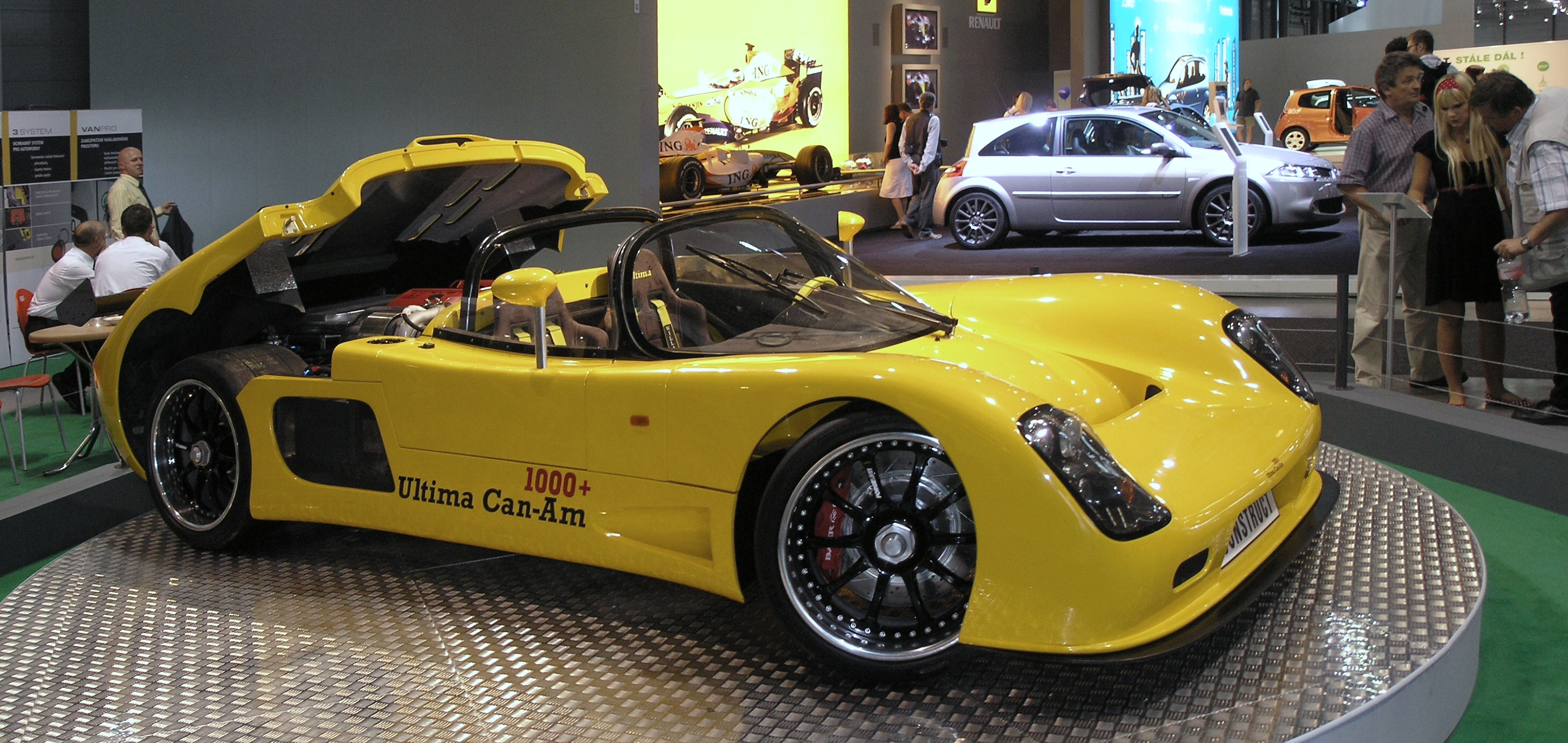
Ultima Can-Am

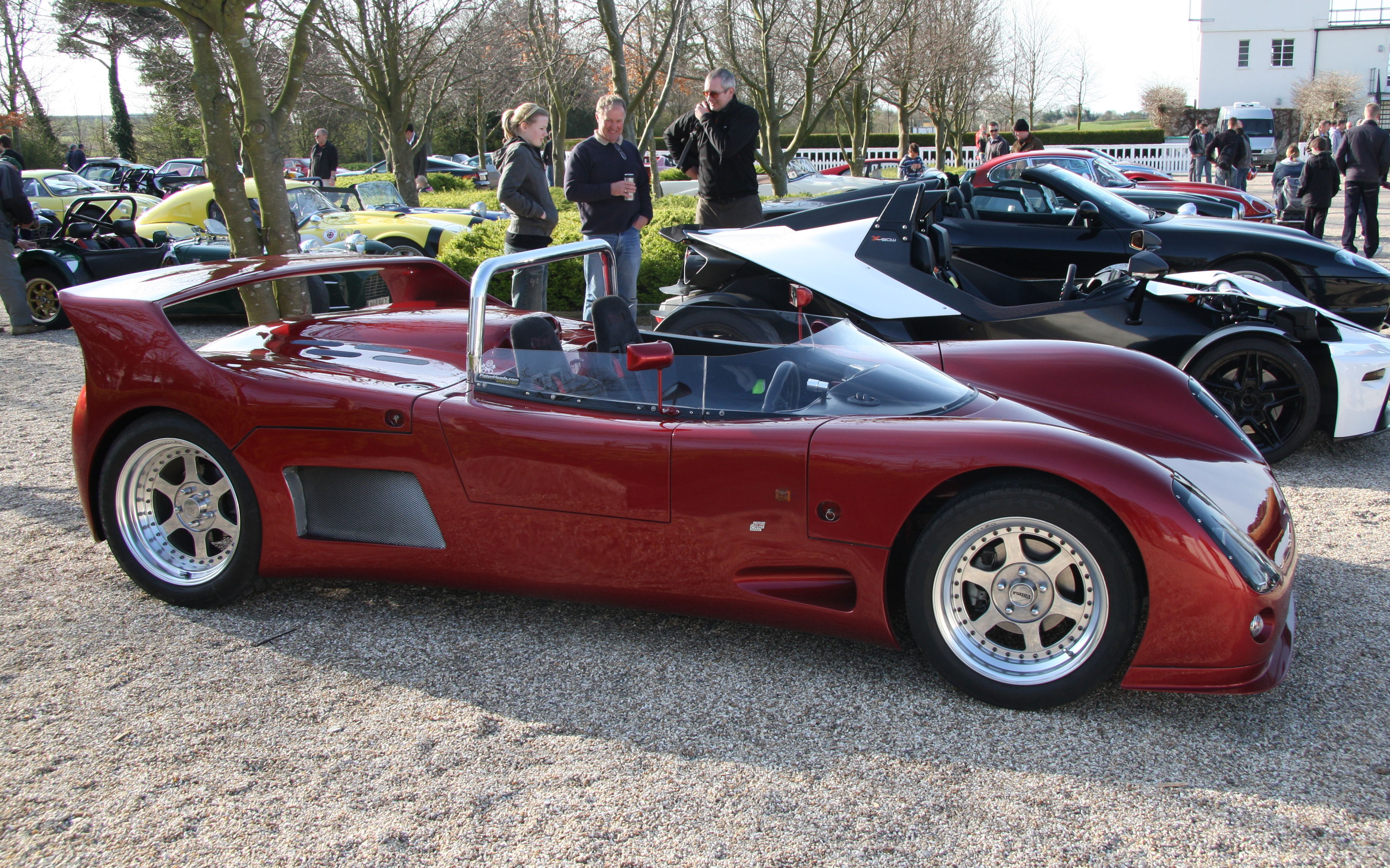
Ultima Spyder

Die Ultima Sports Ltd. ist ein britischer Automobilhersteller, der seit 1997 in Hinckley (Leicestershire) ansässig ist. Gründer ist Ted Marlow.
Die Firma stellt Komponenten für den Umbau von Ultima-Rennfahrzeugen der Noble Motorsport Ltd. zu Straßenfahrzeugen her. Diese Wagen wurden von Lee Noble konstruiert, der heute eher für die Sportwagen seiner Noble Automotive Ltd. bekannt ist.
Zurzeit gibt es zwei Modelle: den RS und Evolution. Vorher wurden die Modelle Sport, Spyder, GTR und Can-Am gebaut.
Alle Modelle der Ultima-Palette gab es vorwiegend als Kit, und in den USA ist dies die einzige Möglichkeit, einen Ultima zu kaufen. Für Europa aber wurden einige Autos auch fertig gebaut ausgeliefert.
Der bevorzugte Motorenlieferant von Ultima ist derzeit American Speed, eine Firma, die sich mit dem Tuning von Chevrolet-V8-Motoren beschäftigt. Mit einem GTR, der mit einem Chevrolet-Small-Block-V8 mit 640 bhp (471 kW)  stellte Richard Marlow 2005 einen Leistungsrekord auf. Dieser Wagen heißt heute GTR640.
2006 überbot Ultima ihren eigenen 0–100–0 mph-Rekord, der vom GTR640 stammte, mit dem GTR720. Dieser Wagen besaß wiederum einen Motor von American Speed, der nun 720 bhp (529 kW) leistete. Der neue Rekord unterbot mit 9,4 s den alten um 0,4 s. Dies ist ein neuer Rekord für Serienfahrzeuge mit für die Straße geeigneten Reifen und Auspuff.